# Eleições legislativas portuguesas de Março de 1870
As primeiras eleições legislativas portuguesas de 1870 foram realizadas no dia 13 de março.

## Resultados Nacionais
| ↓                 |                    |                     |
| 75                | 15                 | 14                  |
| Partido Histórico | Partido Reformista | Partido Regenerador |

|       | Partido Histórico   |       |       | 75 / 107 | 60    |       |       |
|       | Partido Reformista  |       |       | 15 / 107 | 64    |       |       |
|       | Partido Regenerador |       |       | 14 / 107 | 9     |       |       |
| Fonte | Fonte               | Fonte | [ 1 ] | [ 1 ]    | [ 1 ] | [ 1 ] | [ 1 ] |

Nota: os deputados regeneradores foram eleitos nas listas do Partido Histórico.

### Gráfico
| Gráfico dos resultados | Gráfico dos resultados | Gráfico dos resultados | Gráfico dos resultados | Gráfico dos resultados |
| ---------------------- | ---------------------- | ---------------------- | ---------------------- | ---------------------- |
|                        |                        |                        |                        |                        |
| Partido Histórico      | Partido Histórico      |                        | 85%                    | 85%                    |
| Partido Reformista     | Partido Reformista     |                        | 15%                    | 15%                    |
| Partido Regenerador    | Partido Regenerador    |                        | 14,56%                 | 14,56%                 |

Nota: o número de deputados eleitos de cada força política correspondem apenas ao eleitos no continente e nas ilhas.